# 上中里站
上中里站（日语：／ Kami-nakazato eki */?）是位於東京都北區上中里，屬於東日本旅客鐵道（JR東日本）的鐵路車站。車站編號是JK 35。
停靠此站的路線在軌道名稱上是東北本線（詳情參見路線條目與鐵道路線的名稱），此站只有行走電車線的京濱東北線列車停靠，旅客導覽不顯示「東北（本）線」。依據特定都區市內，本站屬於「東京都區內」。
本站與田端信號場站與東京新幹線車輛中心的北端部分鄰接。

## 車站構造
本站為島式月台1面2線的地面車站，設有跨站式站房。

### 月台配置
| 月台 | 路線       | 方向 | 目的地               |
| ---- | ---------- | ---- | -------------------- |
| 1    | 京濱東北線 | 北行 | 赤羽、浦和、大宮方向 |
| 2    | 京濱東北線 | 南行 | 上野、東京、橫濱方向 |

（來源：JR東日本:車站構內圖（页面存档备份，存于））

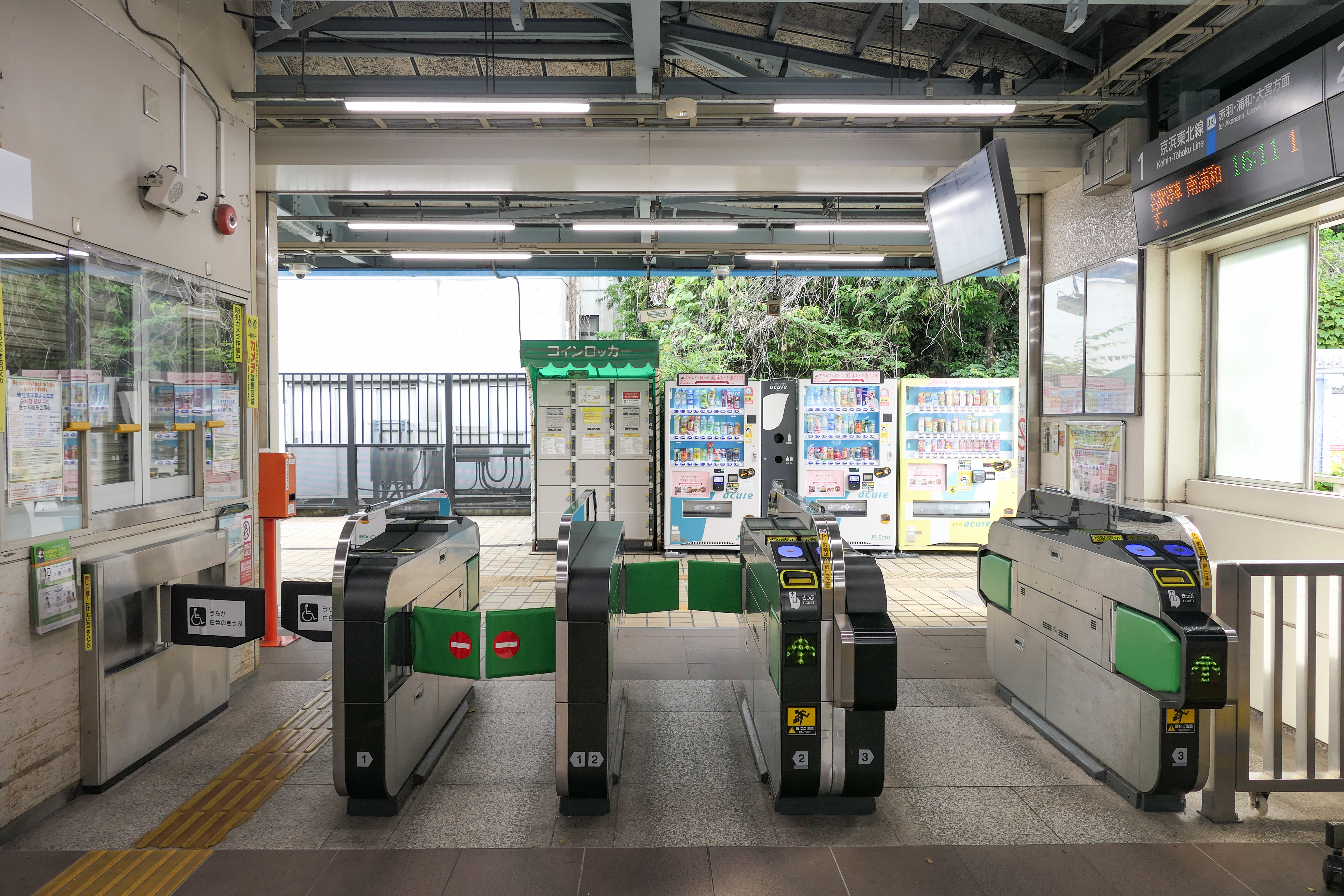
驗票閘口（2023年5月）
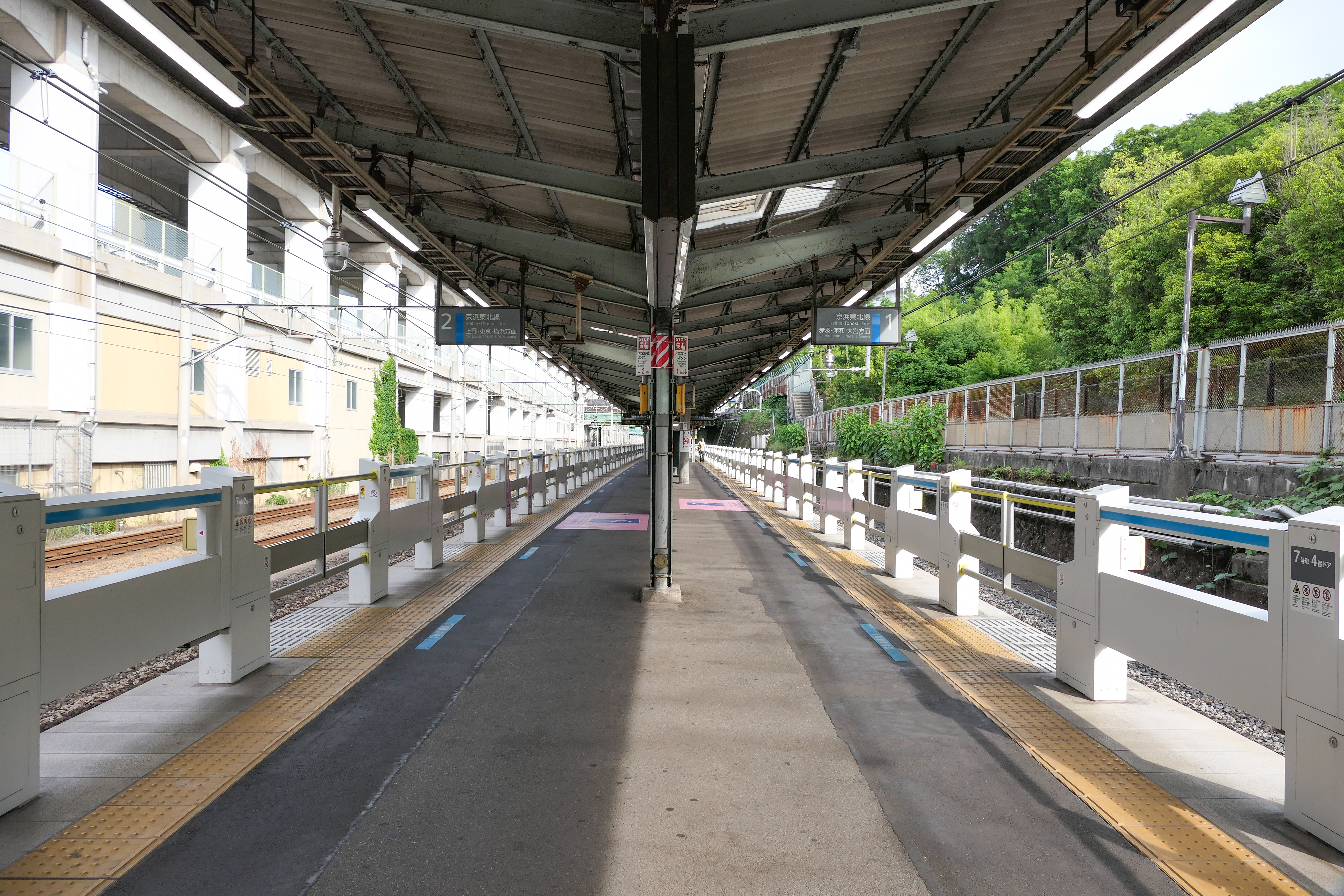
1號與2號月台（2023年5月）

## 使用情況
2019年（令和元年）度1日平均上車人次為8,041人。
車站位於台地的斜面部分，站前切出的地形平地面積狹，故站前可設立的設施有限。另外，路線南方位置為西原側車站周邊閑靜的住宅地，路線北側的尾久側也是住宅地，成為了尾久車輛中心與京濱東北線等的軌道包圍的特殊位置，附近並無大型商店街或商業地區，因此此站是京濱東北線・根岸線車站當中上車人次最少的。東京23區的JR車站當中僅次於越中島站排行第2少。
近年推移如下表。
| 年度               | 1日平均 上車人次 | 來源     |
| ------------------ | ---------------- | -------- |
| 1990年（平成02年） | 11,323           | [ * 1 ]  |
| 1991年（平成03年） | 11,385           | [ * 2 ]  |
| 1992年（平成04年） | 11,268           | [ * 3 ]  |
| 1993年（平成05年） | 11,121           | [ * 4 ]  |
| 1994年（平成06年） | 10,608           | [ * 5 ]  |
| 1995年（平成07年） | 10,344           | [ * 6 ]  |
| 1996年（平成08年） | 10,000           | [ * 7 ]  |
| 1997年（平成09年） | 9,693            | [ * 8 ]  |
| 1998年（平成10年） | 9,115            | [ * 9 ]  |
| 1999年（平成11年） | 8,790            | [ * 10 ] |
| 2000年（平成12年） | 8,574            | [ * 11 ] |
| 2001年（平成13年） | 8,471            | [ * 12 ] |
| 2002年（平成14年） | 8,300            | [ * 13 ] |
| 2003年（平成15年） | 8,241            | [ * 14 ] |
| 2004年（平成16年） | 7,948            | [ * 15 ] |
| 2005年（平成17年） | 7,624            | [ * 16 ] |
| 2006年（平成18年） | 7,531            | [ * 17 ] |
| 2007年（平成19年） | 7,654            | [ * 18 ] |
| 2008年（平成20年） | 7,646            | [ * 19 ] |
| 2009年（平成21年） | 7,339            | [ * 20 ] |
| 2010年（平成22年） | 7,052            | [ * 21 ] |
| 2011年（平成23年） | 6,983            | [ * 22 ] |
| 2012年（平成24年） | 6,973            | [ * 23 ] |
| 2013年（平成25年） | 7,094            | [ * 24 ] |
| 2014年（平成26年） | 7,244            | [ * 25 ] |
| 2015年（平成27年） | 7,409            | [ * 26 ] |
| 2016年（平成28年） | 7,640            | [ * 27 ] |
| 2017年（平成29年） | 7,708            | [ * 28 ] |
| 2018年（平成30年） | 8,062            | [ * 29 ] |
| 2019年（令和元年） | 8,041            |          |

## 車站周邊
- 警視廳瀧野川警署
- 東京消防廳瀧野川消防署
- 西原一里塚
- 平塚神社
- 國立印刷局瀧野川工場
- 國立印刷局東京病院
- 瀧野川女子學園中學校、高等學校
- 東京都北區防災中心
- 北區瀧野川體育館
- 瀧野川公園
- 舊古河庭園
- 北區瀧野川區民事務所
  - 區立瀧野川圖書館
- 西原站（東京地下鐵南北線）
- 尾久站（宇都宮線、高崎線）

### 巴士路線
本站附近沒有巴士路線停站，只有北區社區巴士途徑本站附近的本鄉通。最接近的巴士站是「舊古河庭園」停留所及「印刷局東京病院」停留所。

## 歷史
- 1933年7月1日：本站開業[2]。
- 1987年4月1日：國鐵分割民營化，本站由JR東日本接手經營。
- 2001年11月18日：智能卡系統Suica投入服務。
- 2006年3月31日：站前的便利商店Kiosk結業。
- 2007年4月1日：改為委託車站，由附近的王子站負責管理。
- 2021年2月3日：啟用月台閘門[3]。

## 相鄰車站
東日本旅客鐵道
 京濱東北線
■快速、■各站停車
田端（JK 34）－上中里（JK 35）－王子（JK 36）

### 使用情況
JR1日平均使用人數
1. ↑  各駅の乗車人員 （页面存档备份，存于） - JR東日本

JR東日本2000年度以後的上車人次
1. ↑  各駅の乗車人員（2000年度） （页面存档备份，存于） - JR東日本
2. ↑  各駅の乗車人員（2001年度） （页面存档备份，存于） - JR東日本
3. ↑  各駅の乗車人員（2002年度） （页面存档备份，存于） - JR東日本
4. ↑  各駅の乗車人員（2003年度） （页面存档备份，存于） - JR東日本
5. ↑  各駅の乗車人員（2004年度） （页面存档备份，存于） - JR東日本
6. ↑  各駅の乗車人員（2005年度） （页面存档备份，存于） - JR東日本
7. ↑  各駅の乗車人員（2006年度） （页面存档备份，存于） - JR東日本
8. ↑  各駅の乗車人員（2007年度） （页面存档备份，存于） - JR東日本
9. ↑  各駅の乗車人員（2008年度） （页面存档备份，存于） - JR東日本
10. ↑  各駅の乗車人員（2009年度） （页面存档备份，存于） - JR東日本
11. ↑  各駅の乗車人員（2010年度） （页面存档备份，存于） - JR東日本
12. ↑  各駅の乗車人員（2011年度） （页面存档备份，存于） - JR東日本
13. ↑  各駅の乗車人員（2012年度） （页面存档备份，存于） - JR東日本
14. ↑  各駅の乗車人員（2013年度） （页面存档备份，存于） - JR東日本
15. ↑  各駅の乗車人員（2014年度） （页面存档备份，存于） - JR東日本
16. ↑  各駅の乗車人員（2015年度） （页面存档备份，存于） - JR東日本
17. ↑  各駅の乗車人員（2016年度） （页面存档备份，存于） - JR東日本
18. ↑  各駅の乗車人員（2017年度） （页面存档备份，存于） - JR東日本
19. ↑  各駅の乗車人員（2018年度） （页面存档备份，存于） - JR東日本
20. ↑  各駅の乗車人員（2019年度） （页面存档备份，存于） - JR東日本

JR統計資料
1. ↑  東京都統計年鑑 （页面存档备份，存于） - 東京都

東京都統計年鑑
1. ↑  .   [2020-07-28]. （原始内容存档于2016-03-05）.
2. ↑  .   [2020-07-28]. （原始内容存档于2016-03-05）.
3. ↑  .   [2017-11-11]. （原始内容存档于2013-08-15）.
4. ↑  .   [2017-11-11]. （原始内容存档于2013-02-03）.
5. ↑  .   [2017-11-11]. （原始内容存档于2013-02-03）.
6. ↑  .   [2017-11-11]. （原始内容存档于2013-02-03）.
7. ↑  .   [2017-11-11]. （原始内容存档于2013-02-03）.
8. ↑  .   [2017-11-11]. （原始内容存档于2016-03-04）.
9. ↑  東京都統計年鑑（平成10年）PDF
10. ↑  東京都統計年鑑（平成11年）PDF
11. ↑  .   [2017-11-11]. （原始内容存档于2016-03-04）.
12. ↑  .   [2017-11-11]. （原始内容存档于2016-03-04）.
13. ↑  .   [2017-11-11]. （原始内容存档于2017-07-29）.
14. ↑  .   [2017-11-11]. （原始内容存档于2017-07-29）.
15. ↑  .   [2017-11-11]. （原始内容存档于2017-07-29）.
16. ↑  .   [2017-11-11]. （原始内容存档于2017-07-29）.
17. ↑  .   [2017-11-11]. （原始内容存档于2017-07-29）.
18. ↑  .   [2017-11-11]. （原始内容存档于2017-07-29）.
19. ↑  .   [2017-11-11]. （原始内容存档于2017-07-29）.
20. ↑  .   [2017-11-11]. （原始内容存档于2016-03-26）.
21. ↑  .   [2017-11-11]. （原始内容存档于2016-03-27）.
22. ↑  .   [2017-11-11]. （原始内容存档于2016-03-25）.
23. ↑  .   [2017-11-11]. （原始内容存档于2016-03-27）.
24. ↑  .   [2017-11-11]. （原始内容存档于2016-03-22）.
25. ↑  .   [2017-11-11]. （原始内容存档于2017-07-30）.
26. ↑  .   [2017-11-11]. （原始内容存档于2018-11-09）.
27. ↑  .   [2020-07-28]. （原始内容存档于2019-05-02）.
28. ↑  .   [2020-07-28]. （原始内容存档于2019-12-03）.
29. ↑  .   [2020-07-28]. （原始内容存档于2020-08-04）.

## 外部連結
- 車站資訊（上中里）：東日本旅客鐵道

35°44′47.9″N 139°44′49″E / 35.746639°N 139.74694°E